# Летопись Красинского

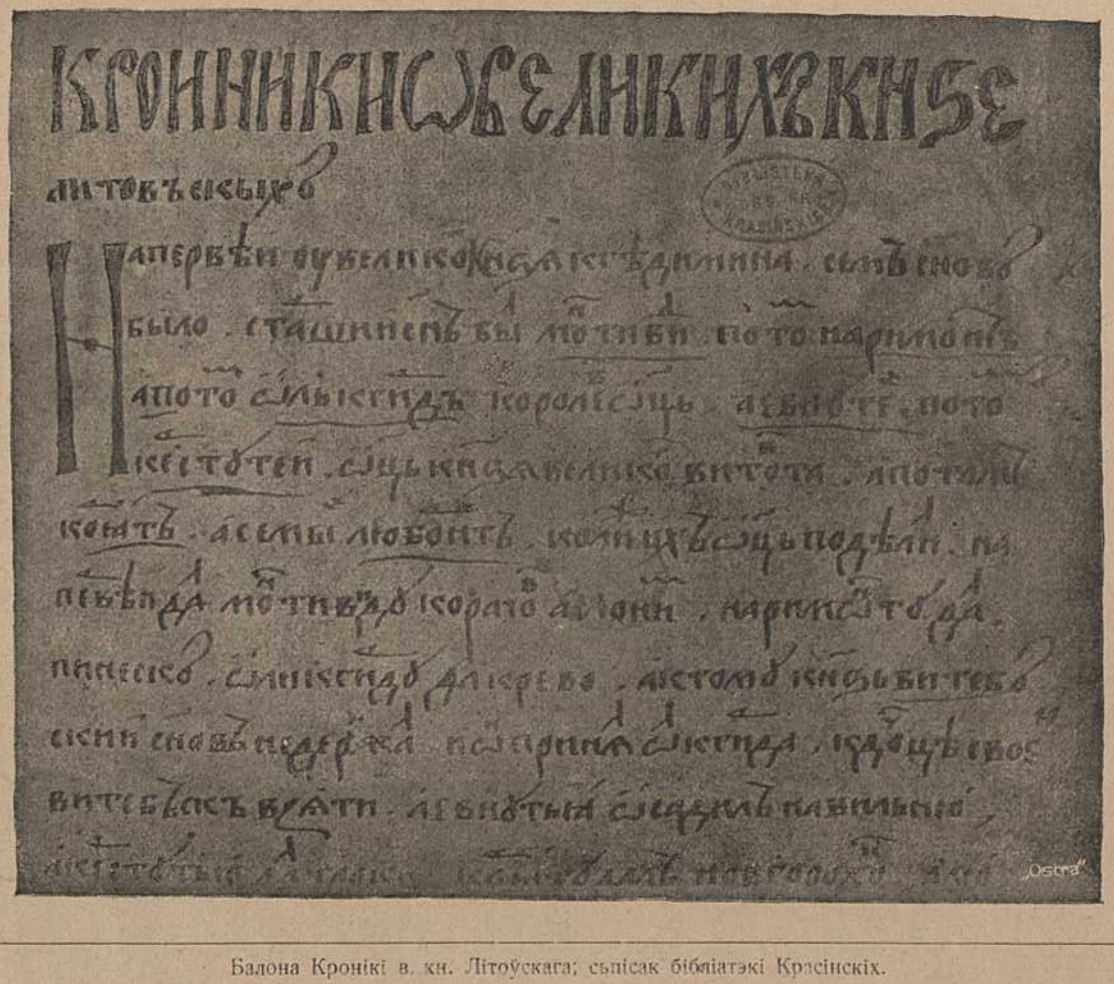
Факсимильный фрагмент рукописи Красинского 1925 года; оригинал был утерян при уничтожении Библиотеки Красинского в октябре 1944 года после подавления Варшавского восстания.

Ле́топись Краси́нского — список второго свода белорусско-литовских летописей первой (короткой) редакции. Представляет собой часть сборника второй половины XVI века, ранее хранившегося в библиотеке графов Красинских в Варшаве и утерянного в годы Второй мировой войны. По данным Карского, сборник поступил в библиотеку Красинских 30 ноября 1833 года от Константина Свидзинского.
Рукопись в 0,5 листа, всего 179 листов. Края листов повреждены, особенно углы. Начала и конца не имеет. Нумерация буквами старославянского алфавита, произведённая позже. Рукопись написана западнорусским языком. Чистые страницы заполнены более поздними записями на западнорусском и польском языках. Карский отмечал, что на филигранях изображены чаще всего свинья, реже — двойной крест и щит с короной. Рукопись написана довольно крупным полууставом XVI века с небольшим количеством скорописных букв. Много записей на полях на западнорусском и польском языках.
Летопись состоит из двух частей: «Хроники Великого княжества Литовского и Жомойтского», названной «Летописцем Великого князьства Литовъского и Жомоицьского», и «Кройники о великих князех литовских». Первая часть повествует о легендарной истории происхождения литовцев от римлян и обрывается на княжении Тройдена, который был «горши. . . нижьли Антиох сирскии и Ирод ерусалимскии…». Вторая по содержанию близка к оригинальной части Слуцкой летописи, представляющей собой список первого свода белорусско-литовских летописей. Вторая часть охватывает период от смерти Гедимина до 1438 года и включает «Летописец великих князей литовских», «Повесть о Подолье», «Похвалу Витовту» и несколько исторических произведений конца XIV — первой половины XV веков.
Состав сборника: «Александрия» (листы 53—63; лист 62 оборотный исписан более поздними по времени заметками), собственно летопись Красинского («Летописець Великого князьства Литовъского и Жомоицьского» на листах с 64 по 72, «Кроиники о великих князех литовъскых» занимает листы с 73 по 90 оборотный), на 91 листе отрывок некой иной статьи, «Хожение Данила игумена в святыи град Иерусалим» (листы 91 оборотный — 128), на листе 128 оборотном не имеющие отношения к летописи записи, перевод библейской книги Товита (листы 123—143 оборотный), «Книга о Таудале рыцери» (листы 144—158 оборотный), «Реч о трех ставех» (листы 159—171), «Сказание о сивилле пророчици» (листы 171 оборотный — 176 оборотный), на 177 листе киноварная заставка из перевитых змей, «Проречения святых пророк о Христе Исусе» и предсказания других пророков (листы 178—180), на 181 листе киноварный заголовок: «Стязание, бывшее въкратце в Иерусалиме при Софонии архиепископе», далее снова пророчества (листы 182—194 оборотный), на листе 195 продолжается «Проречение…». Хотя концовка сборника и утрачена, предполагается, что пророчества шли до конца рукописи, так как Карский писал, что на 230 листе последний заголовок: «Слово о последнем времени, о Михайлове царстве. Господи благослови отче».
Рукопись была описана Брюкнером, Карским и Пташицким. Летопись Красинского впервые опубликована Бычковым в 1893 году. Переиздана в 17 и 35 томах Полного собрания русских летописей.